# Natasha Domínguez
Natasha Domínguez  (Caracas, Venezuela, 1990. március 29. –) venezuelai modell, színésznő.

## Élete és pályafutása
1990. március 29-én született Caracasban. 2008-ban második helyezett lett a Miss Venezuela szépségversenyen. Első szerepét 2012-ben kapta a Grachi című sorozatban, ahol Maggie szerepét játszotta. Ugyanebben az évben Anita szerepét játszotta az Utolsó vérig című sorozatban a Telemundónál. 2013-ban megkapta Diosa szerepét a Marido en alquiler című telenovellában.

## Filmográfia
| Év   | Eredeti Cím              | Cím          | Szerep                             | TV stúdió   |
| ---- | ------------------------ | ------------ | ---------------------------------- | ----------- |
| 2012 | Grachi                   |              | María Graciela 'Maggie' de la Isla | Nickelodeon |
| 2012 | El rostro de la venganza | Utolsó vérig | Anita                              | Telemundo   |
| 2013 | Marido en alquiler       |              | Diosa                              | Telemundo   |
| 2014 | Demente Criminal         |              | Marcela Celaya                     | Venevision  |

## Fordítás
- Ez a szócikk részben vagy egészben  a   Natasha Domínguez című angol Wikipédia-szócikk fordításán alapul.  Az eredeti cikk szerkesztőit annak laptörténete sorolja fel. Ez a jelzés csupán a megfogalmazás eredetét és a szerzői jogokat jelzi, nem szolgál a cikkben szereplő információk forrásmegjelöléseként.